# Magnus Lundgren
Magnus Olof Valentin Lundgren (Lysekil, 19 de agosto de 1964) es un deportista sueco que compitió en vela en la clase 470. Ganó una medalla de plata en el Campeonato Europeo de 470 de 1992.

## Palmarés internacional
| \| Campeonato Europeo \| Campeonato Europeo \| Campeonato Europeo \| Campeonato Europeo \| \| Año \| Lugar \| Medalla \| Clase \| \| ------------------ \| -------------------- \| ------------------ \| ------------------ \| \| 1992 \| Nieuwpoort (Bélgica) \| Medalla de plata \| 470 \| |                      |                  |       |
| Campeonato Europeo |                      |                  |       |
| Año | Lugar                | Medalla          | Clase |
| 1992 | Nieuwpoort (Bélgica) | Medalla de plata | 470   |